# Advokátní kancelář
Advokátní kancelář označuje sídlo advokáta, místo, kde vykonává advokacii, tedy kde poskytuje právní služby. Zároveň jde o konkrétní kancelářský prostor, ve kterém se vyřizuje advokátova agenda. Její velikost, podoba a struktura je odvislá od toho, zda je advokát sám nebo zda advokacii provozuje spolu s jinými advokáty, a to buď ve formě volného sdružení, nebo obchodní společnosti. V advokátní kanceláři jsou zaměstnáni koncipienti a další administrativní síly, např. sekretářky, mohou zde být zaměstnáni i nesamostatní advokáti. U jiných svobodných právnických profesí existuje spíše úřad, jako je notářský nebo exekutorský úřad, ne však ve smyslu sídla, ale jako soubor oprávnění, které stát k výkonu dané profese svěřuje. Označení „advokátní kancelář“ se může objevit pouze v dodatku firmy advokátů.
Podle čl. 16 a 29 etického kodexu, v návaznosti na § 13 zákona o advokacii, je každý advokát povinen vykonávat advokacii především ve své advokátní kanceláři, jejíž adresu, stejně jako adresu případné pobočky, musí oznámit advokátní komoře. Na budově, v níž je kancelář umístěna, musí umístit informační tabulku a v kanceláři má být v pravidelném čase k zastižení. Svou kancelář musí vést tak, aby nesnižoval důstojnost advokátního stavu, což se týká zejména celkového prostředí a vedení klientských spisů a deposit, a musí zaměstnávat bezúhonné osoby, které jsou pro vyřizování jeho agendy náležitě kvalifikovány. Advokátní kancelář je na druhou stranu podle § 85b trestního řádu chráněna při provádění domovní prohlídky, při níž musí být přítomen zástupce advokátní komory. Bez jeho souhlasu je možné zajistit a zkoumat listiny nebo jiné nosiče informací, které obsahují skutečnosti, na něž se vztahuje povinnost advokátovy mlčenlivosti, jen po rozhodnutí soudu.